# 利根川橋梁 (東北本線)
利根川橋梁（とねがわきょうりょう）は、埼玉県加須市旗井と茨城県古河市中田の間で利根川に架かり、東日本旅客鉄道（JR東日本）東北本線（宇都宮線）栗橋駅 - 古河駅間に位置する全長753メートルの複線鉄道橋である。利根川初の橋梁である。

## 建設の背景

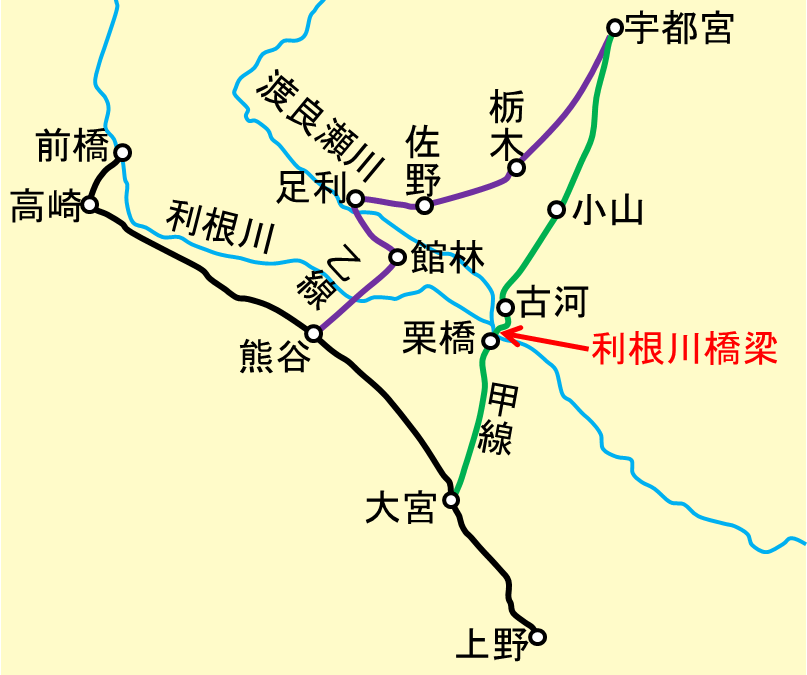
日本鉄道第二区線の甲線案と乙線案

日本で最初の私鉄として創業した日本鉄道は、東京と京都を結ぶ中山道幹線の一部や、東北地方を縦貫する幹線鉄道（のちの東北本線）を計画して発足したものであった。その第一区線として、上野駅からのちに高崎線となる路線の建設がすすめられ、1884年（明治17年）8月20日に前橋駅までの区間が全通した。
こうして日本鉄道第一区線上野 - 前橋間が営業を開始すると、続いて第一区線の途中から分岐して宇都宮を経て白河へ至ると定められていた第二区線をめぐる議論が始まった。当時、館林、足利、佐野、栃木、鹿沼といった両毛機業地帯と称する地帯は織物の生産で栄えており、関連する物資も含めると年間2850万円に上る物資の搬出入が行われている地帯であった。このためこうした機業家らからは、第一区線の熊谷駅で分岐して足利、佐野、鹿沼を経て宇都宮に至る路線を第二区線とするべきであるとの声が上がった。当時、浦和駅で分岐して幸手・古河を経由する案も有力候補とされていたが、これらの途中経由都市の市場規模が両毛機業地帯に劣る、というところが大きな論拠とされた。
これを受けて鉄道局長の井上勝は実地比較調査を試みた。大宮駅を設置して分岐し、栗橋、小山を経由して宇都宮へ至る甲線と、熊谷で分岐して館林、足利、佐野、栃木を経て宇都宮へ至る乙線を比較した。これによると、甲線は利根川に大きな架橋が必要であるものの利根川の舟運で資材を運搬できて建設が迅速であるとされ、一方乙線は多数の架橋が必要であるため建設に時間がかかるとされた。甲線は建設延長77.2キロメートルで建設費1,695,534円、乙線は建設延長69.2キロメートルで建設費2,120,758円と見積もられ、そのほか開業後の営業費でも甲線が有利であるとされた。さらに、第二区線は最終的に青森を目指す幹線鉄道の一部であるため、単に一地域の利害だけにとらわれるべきではないとし、甲線を採用する方針が打ち出された。こうして、栗橋と古河の間で利根川に架橋が実施されることになった。

## 初代橋梁

### 単線橋梁の架設
大宮 - 宇都宮間の工事は利根川を境に2分して工事が実施された。大宮から利根川までは1885年（明治18年）1月5日に、利根川から宇都宮までは同年2月2日にそれぞれ着工した。工事は迅速で、半年ほどした7月16日に開通した。この時点では利根川橋梁の建設工事には着手できていなかったため、大宮から来た旅客は利根川の手前の栗橋で下車し、渡し船を利用して利根川を渡って、対岸に設けられた中田仮駅から列車に再乗車して宇都宮へ向かっていた（利根川連絡船）。
ここに架設されることになった利根川橋梁は、200フィート（約60.6メートル）錬鉄製ダブルワーレントラス桁3連、100フィート（約30.3メートル）トラス桁9連からなり、全長461.5メートルで当時の日本でもっとも長い鉄道橋となった。トラス桁の設計はお雇い外国人チャールズ・ポーナルが担当した。中山道幹線において、従来の2倍を超える径間を持つ200フィートトラス桁を揖斐川・長良川・木曽川に架設する計画となってポーナルが設計することになったもので、桁の全長は208フィート10インチ（約63.7メートル）、主構間隔は16フィート2インチ（約4.9メートル）、重量は約200トンで、ポニーワーレン桁であった。この設計図面がイギリス在住の顧問技師トーマス・シャービントンの審査を受けて手直しの上で、イギリスのパテント・シャフト・アンド・アクスルトゥリーが桁を製作した。1886年（明治19年）1月に到着した最初の桁は、揖斐川橋梁に架設される予定であったが、利根川橋梁の工事を優先することになって利根川に送られ、日本で最初の200フィートトラス桁として架設されることになった。
この橋梁は、連絡船により暫定連絡が開始された4か月後の1885年（明治18年）11月に着工された。建設を任されたのは、荒川橋梁などに引き続いて小川勝五郎であった。小川勝五郎は、鳶職人の親方をしていた人物で、多くの人夫たちからも兄として慕われていた。新橋 - 横浜間の鉄道建設に当たって六郷川橋梁の建設を任され、お雇い外国人の指導の下に見事に完成させた。さらに関西において十三川橋梁や神崎川橋梁などの架設を実施して、「鉄橋小川」「鉄橋の勝五郎」などと称されるようになった。こうした功績により、小川は鳶職人出身ながら正式に鉄道局雇として役人の地位に就けられた。そして長浜 - 敦賀間鉄道の建設に従事していた時に、井上勝鉄道局長の直々の命によって当時日本最大の利根川橋梁の建設を指名され、さらに小川の名が高まったという。
利根川橋梁は、煉瓦192万4000本余、セメント2700樽余、石材11300切を費やして、1886年（明治19年）6月17日に開通し、大宮から宇都宮までの直通列車が運行されるようになった。当時日本最大の橋梁の完成を視察するために、明治天皇は同年7月9日に現地へ行幸した。明治天皇はこの日8時40分上野発のお召列車で栗橋へ向かい10時30分に到着し、徒歩で利根川橋梁を渡り、さらに船で構造を視察した。とても暑い日であり、午後からは船で魚を捕ったり川を泳いだりする様子を橋の上から観覧したという。この際に明治天皇は、橋の上から川に飛び込んで見せるものはいないかと発言し、真っ先に小川勝五郎が飛び込んで見せ、さらにその配下の鳶職たちが次々に飛び込んで見せたため、天皇は大変喜んだと伝わっている。15時30分栗橋発の列車で帰還した。こうした功績もあって小川は、以降鬼怒川、箒川、那珂川などの主要な橋梁に加え、東海道本線の富士川橋梁なども任されることになった。またこの時の明治天皇行幸を記念して、東村青年団が1931年（昭和6年）11月に橋のたもとに「明治天皇行幸記念碑」を建立している。
日本鉄道は1906年（明治39年）11月1日に国有化され、1909年（明治42年）10月12日に国有鉄道線路名称が制定されて、大宮 - 宇都宮間を含む線路は東北本線と命名された。これにより利根川橋梁は東北本線の橋梁となった。

### 改修工事と複線化
利根川では1910年（明治43年）に大洪水があり、これを受けて河川の大改修が行われることになったため、1919年（大正8年）に利根川橋梁も大改修工事を受けた。これに際して桁は交換され、200フィートトラス桁は鋼鉄製プラットトラス桁3連（各約190トン）となり、100フィートトラス桁は鋼鉄製ワーレントラス桁14連（各約68トン）となった。活荷重はクーパーE40（軸重40000ポンド＝約18トン）である。これはのちの下り線である。
1922年（大正11年）に複線化工事が行われて新たに上り線用の橋梁が増設された。こちらは鋼鉄製200フィートプラットトラス桁3連、100フィートポニーダブルワーレントラス桁14連で、活荷重は同様にクーパーE40であった。この100フィートトラス桁は、もともと東海道本線木曽川橋梁に架設されていた200フィートワーレントラス桁を100フィート×2の連続トラス桁となるように改造して移設したものであったが、木曽川橋梁の開通より新しい、1887年パテント・シャフト製と記載された銘板があったことから、桁が入れ替わっている可能性も指摘されており、別の資料によれば東海道本線天竜川橋梁と大井川橋梁からの転用であるという。また、上下線とも古河側の橋台取り付け部に50フィートの下路鈑桁（スルーガーダー橋）が架設されていた。
この改修により、全長は636メートルとなった。下部構造は、下り線は直径3.6メートルの円形の脚2本の上に構築した橋脚で、上り線は4.27メートル×7.47メートルの楕円形の橋脚で、井筒によって形成されていた。
旧トラス桁の一部は1921年（大正10年）に払い下げられ、越後鉄道の弥彦線西川橋梁に転用されたが、1954年（昭和29年）3月に老朽化のために撤去されたとされる。

### カスリーン台風に伴う改修
1947年（昭和22年）の9月14日から15日にかけて、カスリーン台風が関東地方を襲い大雨を降らせ、利根川は右岸で決壊した。この洪水を受けて利根川改修計画が再改訂され、利根川橋梁付近では計画高水位が1.84メートル引き上げられ、また左岸側（古河側）に川幅を約131メートル拡幅することになった。これによって利根川橋梁も橋桁の2.5メートル扛上（こうじょう、位置を引き上げること）と追加の径間の増設が必要となった。
この桁扛上に伴い、前後のアプローチ部分も全体に嵩上げが必要となり、この関係で取り付け勾配が約150メートル程度長くなって、栗橋駅が約200メートル東京側に移転することになった。1948年（昭和23年）12月から準備工事が始まり、栗橋駅の移転や橋梁前後のアプローチ改良工事が進められた。1950年（昭和25年）3月25日より、栗橋駅から古河側に仮設した中田信号場までの区間を単線運転として、列車を下り線橋梁に通しながら上り線の改良工事を開始した。桁の扛上は1メートル、1メートル、0.5メートルの3回に分けて実施され、桁を扛上した後に橋脚を継ぎ足す工事を繰り返した。これに伴って橋脚の強度不足となる場合には鉄筋コンクリートを新たに巻きたてた。上下線の休止を切り替えながら順次施工され、扛上と新径間増設が完成した。この時に新規に5連の下路鈑桁（スルーガーダー）が古河側に追加設置されて拡幅された。この結果利根川橋梁の延長は763.06メートルとなった。総工費は3億3500万円で、住友建設他が担当し、1951年（昭和26年）8月に完成した。

### 電化・上り線桁交換
1958年（昭和33年）4月に、利根川橋梁を含む区間の東北本線が電化された。この際に利根川橋梁では、トラス桁の縦方向の限界が狭いため、吊架線をトラス桁より上部に設置して、横桁の間に支持具を通して電車線を吊る方式で電化が施工された。
利根川橋梁は繰り返し改修工事が行われてきたが、上り線の2径間連続トラス桁として使用されているダブルワーレントラス桁は、1886年（明治19年）に東海道本線木曽川橋梁に架設されたものを改造・転用したものであり、同設計で製作された24連中残っているのは利根川橋梁上り線の7連のみとなった老朽桁であった。いよいよ変状が進行し、列車通過時の動揺も激しくなったため、この部分について桁の取り換えが行われることになった。
1962年（昭和37年）から取り換え工事に着手し、翌年3月までの工期で実施した。改修工事は夜間の列車間合いに栗橋 - 古河間で下り線のみを使用した単線運転として、上り線を閉鎖して実施した。旧トラス桁を撤去し、新たに支間30メートルのスルーガーダー桁（下路鈑桁）を設置する工事を繰り返した。
この改修工事費は総額2億316万円であった。しかしこのように改修をしても、橋台や橋脚などは基本的に明治・大正に建設したときのままであった。

## 2代橋梁

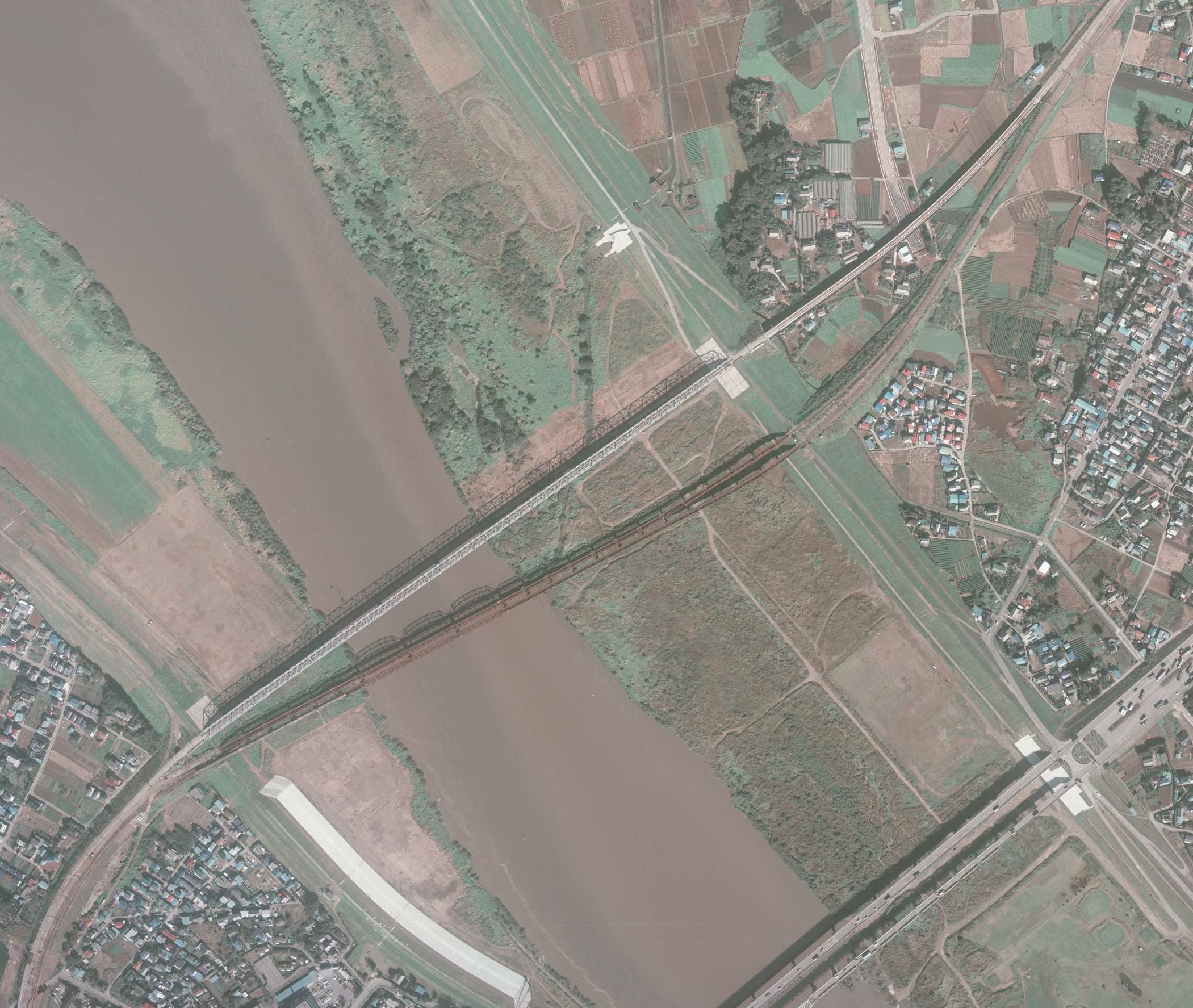
新旧橋梁の写った航空写真、右下が単線橋梁2本で構成される旧橋梁、左上が新しい複線橋梁、古河側のアプローチ切り替えも写っている、1980年10月15日撮影

利根川橋梁は、日本国内にある主要鉄道橋ではもっとも古いものとなっており、さらにダムの建設に伴う土砂の流下不足、骨材の過剰採取などに伴って河床の低下が進行し、橋脚の洗堀が進んで根入れが不足して、安全度が極端に低下していると診断される状況になっていた。また橋脚の支持力不足により不等沈下をきたしており、軌道保守に困難が生じていた。さらに煉瓦の目地が劣化し、第二次世界大戦後に増設・交換されたスルーガーダー部分以外は桁のフランジの腐食が激しく、桁下の空頭の計画高水位に対する余裕が不足しているといったこともあり、抜本的な改良工事が行われることになった。
河川管理者の建設省との協議が行われ、旧来の橋梁が河川に対して80度で交差していたのに対して、新橋梁は直角で横断することを要求された。この結果、栗橋側（右岸）では既存橋梁の約20メートル上流に架設することになり、古河側（左岸）では約120メートル離れることになった。結果的にアプローチ部分は古河側で大きく変更されることになった。取り付け部分は盛土にすると、経済的にも保守の面でも不利であると試算されたため、約420メートルに渡って高架橋を建設して取り付くことになった。
新橋梁の設計については、建設省から径間を80メートル以上に、また桁下空頭を2メートル以上にすることを要求され、栗橋駅構内のさらなる改良工事を避けるために桁下からレール面までの厚さを最小限にする特殊設計の桁を採用し、径間82.7メートルの鋼製トラス桁9連を架設することになった。1連あたりの重量は375トン、設計活荷重はKS-18で、桁を製作した事業者は川田工業、川崎重工業、駒井鐵工所、桜田、瀧上工業、宮地鐵工所、横河橋梁、宮地建設工業、横河工事の各社である。下部構造は鉄筋コンクリート製ケーソン基礎を採用した。
1973年（昭和48年）1月から1977年（昭和52年）3月までの工期で施工され、総工費29億8000万円は国鉄と建設省が折半した。新橋梁の延長は753メートルで、1980年（昭和55年）9月8日に下り線を使用開始し、1981年（昭和56年）2月23日に上り線を使用開始して、旧橋梁が廃止となった。
JR東日本では輸送障害の発生防止を目的として、強風時の走行安定性を改善することで、強風に伴う速度規制を緩和できる防風柵の設置工事を橋梁に対して進め、利根川橋梁においては2007年（平成19年）3月に北側、6月に南側に設置され、運転中止時間の減少といった効果を得ている。

## 風景

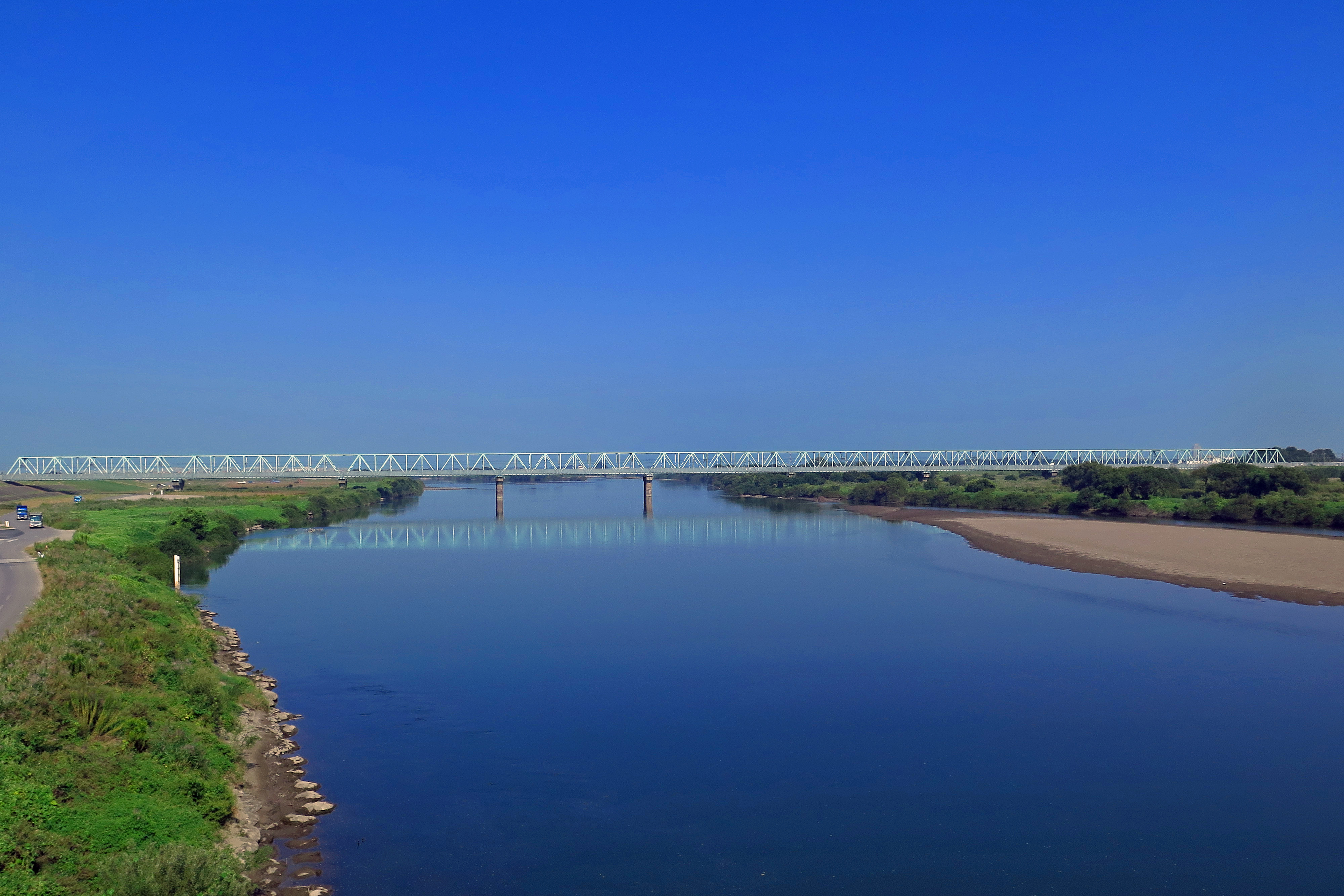
利根川橋より望む。
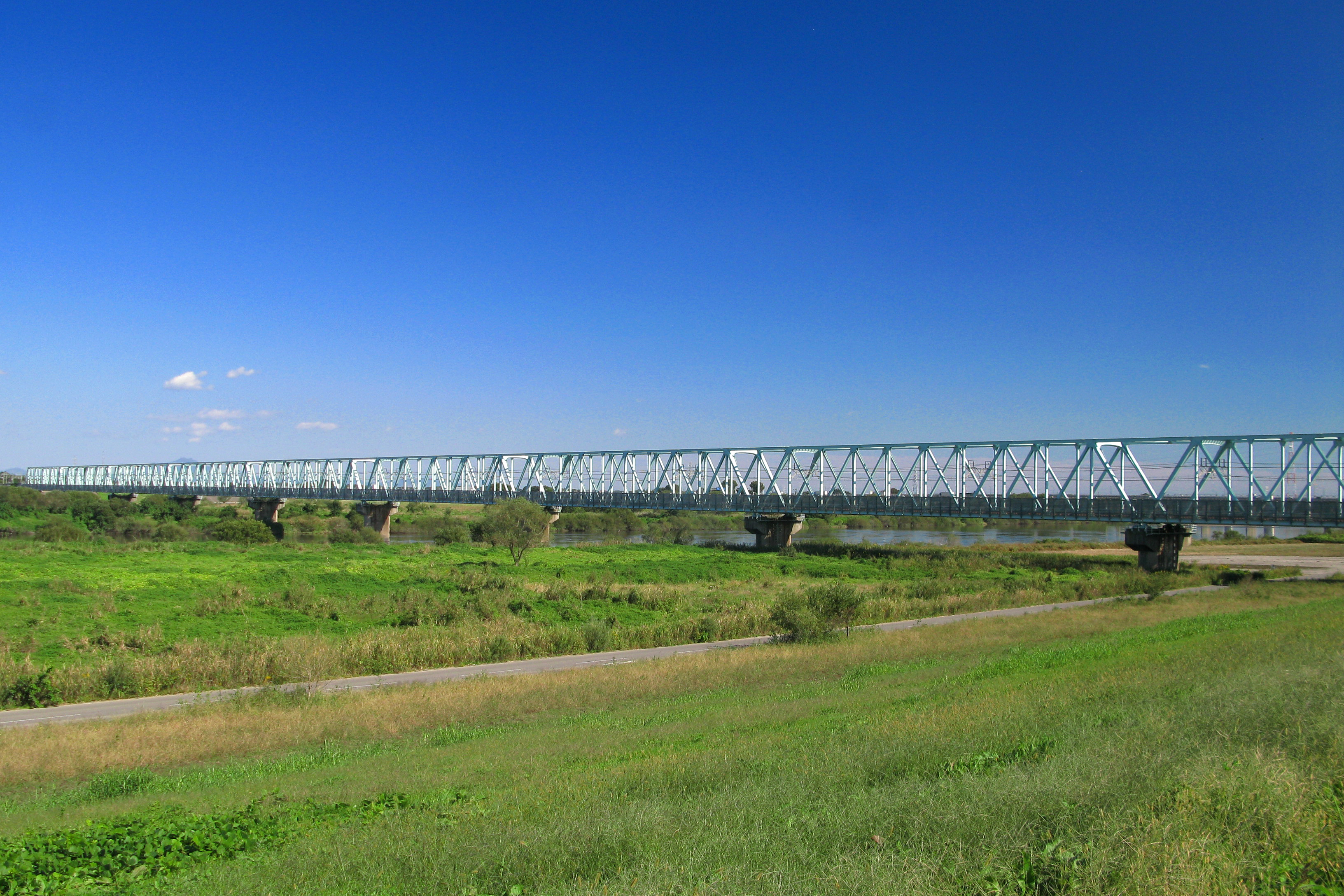
右岸上流側（加須市）より望む。
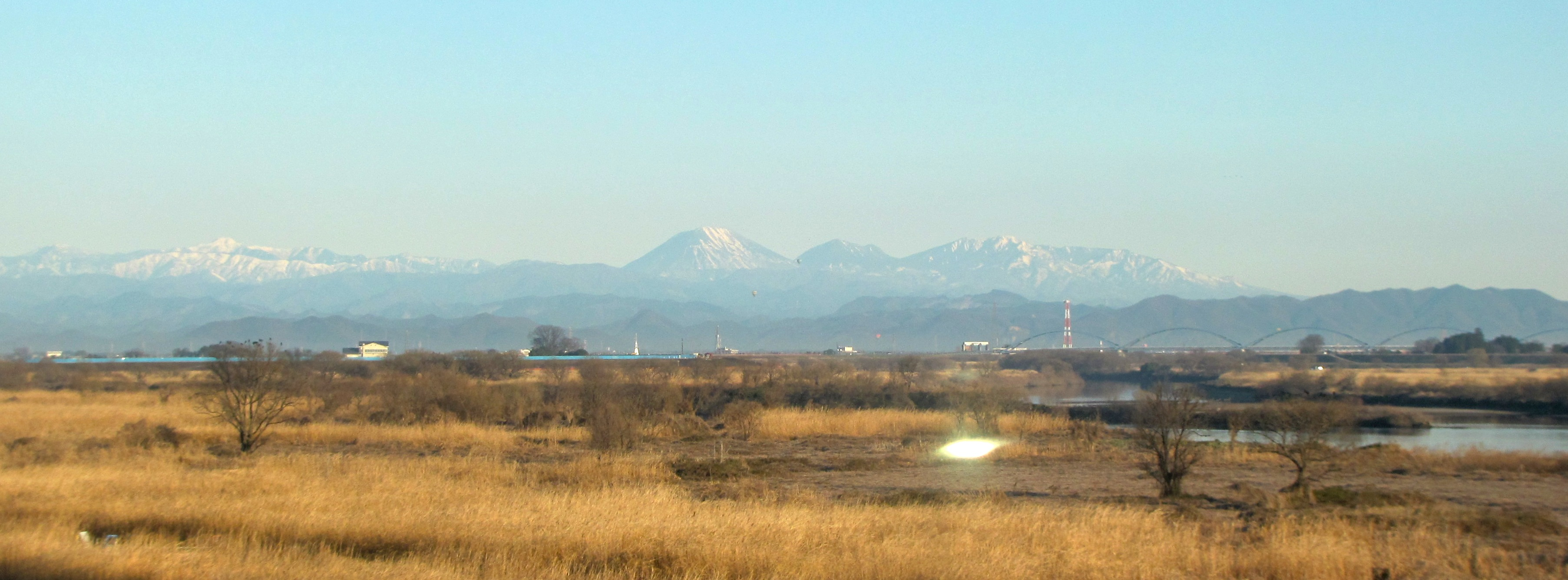
利根川橋梁から望む日光表連山。

## 隣の橋
- 利根川

埼玉大橋 - 利根川橋梁（東武日光線） - 利根川橋梁 - 利根川橋 - 利根川橋梁（東北新幹線）

### 書籍
- 老川慶喜『埼玉鉄道物語』（第1刷）日本経済評論社、2011年8月8日。ISBN 978-4-8188-2161-3。
- 久保田敬一『本邦鐵道橋梁ノ沿革ニ就テ』鉄道大臣官房研究所、1934年1月25日。（業務研究資料第22巻第2号）
- 中村健治『日本初の私鉄「日本鉄道」の野望』（第1刷）交通新聞社、2011年2月15日。ISBN 978-4-330-19211-6。
- 大町雅美『栃木県鉄道史話』落合書店、1986年1月10日。
- 守田久盛・高島通『鉄道路線変せん史探訪』（第1版）集文社、1978年5月15日。
- 土木工業協会 編『日本鉄道請負業史 明治篇』鉄道建設業協会、1967年。
- 交通協力会出版部 編『昭和56年版交通年鑑』交通協力会、1981年3月15日。
- 交通協力会出版部 編『昭和57年版交通年鑑』交通協力会、1982年3月15日。
- 東工編集委員会 編『「東工」90年のあゆみ』日本国有鉄道東京第一工事局、1987年。
- 『橋梁年鑑昭和54年版』日本橋梁建設協会、1979年5月15日。

### 雑誌記事
- 松本剛「橋に賭けた男」『日本及日本人』第1541号、日本及日本人社、1977年5月、116 - 124頁。
- 藤井郁夫「日本の長大トラス橋」『土木史研究』第17号、土木学会、1997年6月、155 - 161頁、doi:10.2208/journalhs1990.17.155、2018年8月25日閲覧。
- 小西純一、西野保行、渕上龍雄「明治時代に製作された鉄道トラス橋の歴史と現状（第1報）」『日本土木史研究発表会論文集』第5号、土木学会 {doi=10.11532/journalhs1981.5.207、1985年6月、207 - 214頁、2018年8月25日閲覧。
- 総裁室修史課「日本鉄道会社の利根川鉄橋」『国有鉄道』第22巻第11号、交通協力会、1964年11月、34 - 35頁。
- 森茂正「利根川鉄橋扛上工事について」『荷役と機械』第1巻第4号、通運荷役研究所、1950年7月、14 - 16頁。
- 飯島正資「東北線利根川橋梁の架け替えについて」『レイル』第13巻、エリエイ出版部プレス・アイゼンバーン、1979年4月、61頁。
- 国重始「東北本線利根川橋りょう改良計画」『鉄道土木』第15巻第9号、日本鉄道施設協会、1973年9月、6 - 10頁。
- 加藤田敬太「東北本線栗橋-古河間線路扛上工事の概要」『交通技術』第5巻第6号、交通協力会、1950年6月、24 - 25頁。
- 横田庄吾「利根川橋りょうのトラス取替」『鉄道土木』第4巻第11号、日本鉄道施設協会、1962年11月、16 - 20頁。